# Luis Alberto Casas Sebastián
Luis Alberto Casas Sebastián es un médico y político peruano. Fue consejero regional de Lima entre 2015 y 2018 y alcalde del distrito de Chancay durante tres periodos no consecutivos entre 1990 y 2006.
Nació en la ciudad de Lima, Perú, el 11 de septiembre de 1944, hijo de Roberto Casas Sebastián y Filomena Sebastian Torres. Cursó sus estudios primarios y secundarios en la ciudad de Lima, terminando en la Gran Unidad Escolar Nuestra Señora de Guadalupe . Entre 1963 y 1970 cursó estudios superiores de medicina humana en la facultad de medicina de San Fernando en Lima.
Su primera participación política se dio en las elecciones municipales de 1980 cuando tentó sin éxito por primera vez la alcaldía del distrito de Chancay por la Izquierda Unida. Igual situación se repitió en las elecciones municipales de 1983. En las elecciones municipales de 1986 fue elegido regidor de la provincia de Huaral. En las elecciones municipales de 1989 volvió a tentar la alcaldía de Chancay obteniendo la elección. Fue reelegido para ese cargo en las elecciones de 1995 y del 2002 con el Partido Socialista. Además la tentó sin éxito en las elecciones de 1998 y del 2006. Participó, luego, en las elecciones regionales del 2014 como candidato a consejero regional por el movimiento Concertación para el Desarrollo Regional obteniendo la elección por la provincia de Huaral. Tentó su reelección para ese cargo en las elecciones regionales del 2018 sin éxito.